# Kirchhaslach
Kirchhaslach är en kommun och ort i Landkreis Unterallgäu i Regierungsbezirk Schwaben i förbundslandet Bayern i Tyskland.
Kommunen ingår i kommunalförbundet Babenhausen tillsammans med köpingen Babenhausen och kommunerna Egg an der Günz, Kettershausen, Oberschönegg och Winterrieden.